# Fünf Frauen auf der Straße
Fünf Frauen auf der Straße ist der Titel des ersten Gemäldes aus dem Zyklus Straßenszenen des expressionistischen Malers Ernst Ludwig Kirchner. Dieser Zyklus umfasst Werke aus den Jahren vor dem Ersten Weltkrieg bis 1915. Dieses Bild entstand 1913 in Berlin, wo Kirchner seit 1911 lebte. Das Bild zeigt fünf Kokotten, wie in Berlin die Prostituierten damals genannt wurden, die in der nächtlichen Großstadt auf Freier warten. 1937 beschlagnahmten die Nationalsozialisten das Werk im Rahmen ihrer Diffamierungskampagne „Entartete Kunst“. Heute gehört das Gemälde zum Bestand des Kölner Museums Ludwig.

## Beschreibung
Ausgeführt ist das Bild in der Technik Ölmalerei auf Leinwand. Es hat im Hochformat die Maße 120 × 90 cm. Im Verzeichnis der Werke Kirchners von Donald E. Gordon trägt es die Nummer G 362.
Zu sehen sind fünf schick gekleidete Frauen, Prostituierte, die bereit für eine Kontaktaufnahme mit Freiern sind. Kirchner stellt auf diesem Bild einen charakteristischen Menschentypus dar, der in Gruppen nächtliche Großstädte bevölkert, wie hier, im Berlin der unmittelbaren Vorkriegszeit, im Herbst des Jahres 1913. Am linken Bildrand ist in Form eines Autorades angedeutet, ein Symbol der mobilen modernen Zeit. Der Blick der links stehenden Frau ist darauf gerichtet. Alle anderen Frauen schauen abgewandt nach rechts in Richtung eines beleuchteten Schaufensters. Diese typische Großstadtszene auf einem Trottoir taucht bei Kirchner öfter auf. Die Figurengruppe steht bei diesen Straßenszenen im Mittelpunkt. Die dargestellten Figuren weisen verlängerte Körperproportionen, kantige Konturen der Gesichter und dadurch eine absolute Schlankheit auf. Die Kleidung der Frauen besteht aus dunklen engen Mänteln oder Umhängen, teilweise mit Pelzkragen und anderen Applikationen, sowie hochhackigen Schuhen, extravaganten Hüten und federgeschmückten Kappen. Ihre Pose ist die demonstrative Uninteressiertheit, aber mit verstohlenen Blicken. Ihr unbeweglich Statuenhaftes, aber mit lebendigen Augen, erzeugen die spezifisch erotische Spannung der Szenerie. Eine künstliche gelblich grüne, vor allem kalte Farbigkeit ist für Kirchners Berliner Straßenszenen typisch. Die Frauen erscheinen vor diesem Hintergrund wie dunkle violette schrille Vögel. Die umgebende Stadtarchitektur ist nur im Hintergrund des Bildes angedeutet. Kirchner orientierte sich in Berlin an den dort in Ausstellungen vertretenen französischen Kubisten und den italienischen Futuristen, die ihm in seiner Wahrnehmung der Stadt als dekadente Metropole eine expressive Darstellung erleichterte. Sein impulsiver nervöser Pinselstrich in Zickzacklinien und Schraffuren unterstreicht diese Auffassung und vermittelt „ein Gefühl der Anonymität und Hektik, wie es Kirchner in der Hauptstadt erlebt. Mit der Darstellung der Frauen in ihrer schrillen Exaltiertheit versinnbildlicht der Maler zudem die Dekadenz der spätwilhelminischen Gesellschaft, kurz vor der aufziehenden Katastrophe des Ersten Weltkriegs“.
Nach Ansicht der Kunsthistorikerin Hyang-Sook Kim ist dieses erste Berliner Straßenszenenbild der Beginn eines Wandels in Kirchners Frauendarstellungen. Waren seine Frauen der Dresdner Zeit bis 1911 durchwegs sinnlich und sexualisiert, werden sie nun entstellt, dämonisiert, raubtierhaft und als negative Projektion auf Kirchners Verhältnis zu Frauen dargestellt. Vielleicht ist seine aus der männlichen Perspektive entstandene Illusion bezüglich der Frauen angesichts der Verhältnisse auf den Berliner Straßen kurz vor der absehbaren Katastrophe eines Krieges zerstört worden und führte zu seiner Abneigung gegenüber ihrem selbstbewussten hochmütigen Auftreten, die sich in scharfen, eckigen Pinselstrichen zeigt, nach der Meinung Hyang-Sook Kims ein deutliches Zeichen seiner empfundenen Störung im Verhältnis der Geschlechter zueinander. Er malte in Berlin zum ersten Mal Straßenhuren, also keine Prostituierten in Bordellen, die passiv auf Kundschaft warten, sondern aktive Frauen, die von sich aus herausfordernd und selbstbewusst ihre Freier suchen. Die malerische Darstellung der Figuren erscheint überlebensgroß und weist auf eine Dominanz hin. In einem ikonografischen Zusammenhang betrachtet, könnte darauf geschlossen werden, dass Kirchner Frauen in einer herausragenden Stellung der Gesellschaft seiner Zeit sah.
1914 fertigte Kirchner von diesem Motiv einen Holzschnitt mit dem Titel Fünf Kokotten an, der die gleiche Szenerie, allerdings seitenverkehrt und mit veränderten Gesichtern, zeigt.

## Provenienz
Das Bild wurde 1926 vom Essener Folkwang-Museum von Kirchner gekauft und verblieb bis zum 6. Juli 1937 im Bestand des Museums, als es vom Reichsministerium für Volksaufklärung und Propaganda beschlagnahmt wurde und sich nun im Besitz des Deutschen Reiches befand. Nach Präsentationen in der Ausstellung Entartete Kunst an verschiedenen Orten in Deutschland kam es im August 1938 in das Depot für international verwertbare Kunstwerke im Berliner Schloss Schönhausen, wo es bis zum 7. März 1940 blieb. Danach sollte es durch den Kunsthändler Ferdinand Möller ins Ausland verkauft werden; es verblieb jedoch in Deutschland und gelangte in die Sammlung des Baron Le Tanneaux von Saint Paul in Seeshaupt. 1947 gelangte es in die Münchner Galerie Günther Franke, von der es der Jurist und Kunstsammler Josef Haubrich für das Kölner Wallraf-Richartz-Museum, heute Museum Ludwig, erwarb.

## Ausstellungen
- Entartete Kunst im Hofgarten München. 19. Juli bis November 1937. Nach München wanderte die Ausstellung nach Berlin (Haus der Kunst), Leipzig (Grassimuseum), Düsseldorf (Kunstpalast) und ins Salzburger Festspielhaus.[9]
- Kirchner and the Berlin Street im Museum of Modern Art New York, 3. August – 10. November 2008.[10]
- Das schönste Museum der Welt im Museum Folkwang, Essen. 20. März – 25. Juli 2010.[11]

## DVD/Video
- Evelyn Weiss, Frank Günther Zehnder: Wallraf-Richartz-Museum und Museum Ludwig Köln. Stefan Lochner: Die Muttergottes in der Rosenlaube ca. 1450, Ernst Ludwig Kirchner: Fünf Frauen auf der Straße 1913, Edvard Munch: Vier Mädchen auf der Brücke 1905, Andy Warhol: Texaner, Portrait, Robert Rauschenberg 1963, Wolf Vostell: Miss America (= DuMont creativ; Video; Hundert Meisterwerke. 4). DuMont Buchverlag, Köln 1986, ISBN 3-7701-2052-3.
- 1000 Meisterwerke – Deutscher Expressionismus: Kirchner, Nolde, Heckel, Marc, Münter. Lingua-Video.com Medien GmbH, 2008, ISBN 978-3-939873-80-8. [Fünf Meisterwerke des deutschen Expressionismus: 1) Ernst Ludwig Kirchner: Fünf Frauen auf der Straße (1913); 2) Emil Nolde: Heilige Maria Aegyptiaca (1912); 3) Max Beckmann: Schauspieler-Triptychon (1941–42); 4) Franz Marc: Der Tiger (1912); 5) Gabriele Münter: Dorfstraße im Winter (1911).]